# Неоноар
Неоноар (од грчког neo — ново и француског noir — црно) представља модерну обнову филмског ноара. Поред конвенција филмског ноара садржи додатне теме, садржај, стил, визуелне елементе или медије којих није било у филмском ноару 1940-их и 1950-их.

## Познати филмови
- Самурај (1967)
- Le Doulos (1962)
- Кинеска четврт (1974)
- Истребљивач (1982)
- Ђаво у плавој хаљини (1995)
- Mulholland Falls (1996)
- Поверљиво из Л. А. (1997)
- Преговарач (1998)
- Град гријеха (2005)
- Град греха: Убиства вредна (2014)
- Црна Далија (2006)